# Freddie Williams
Freddie Williams, född 24 februari 1962, är en friidrottare från Kanada. Han deltog vid olympiska sommarspelen 1992.